# Oleksandr Svatok
Oleksandr Svatok, en ukrainien : Олександр Сергійович Сваток, né le 27 septembre 1994 à Dniprodzerjynsk, est un footballeur international ukrainien, qui joue au poste de défenseur central au Austin FC.

## Biographie

### En club
Formé au FK Dnipro, Oleksandr Svatok dispute son premier match avec l'équipe première du club le 28 novembre 2013 en Ligue Europa contre le Pandurii Târgu Jiu.
Le 15 août 2014, il est prêté au Volyn Loutsk.
De retour au Dnipro en début d'année 2015, Svatok ne dispute aucune rencontre lors de la compagne en Ligue Europa, qui voit le club atteindre la finale de la compétition.
En juin 2017, il quitte le FK Dnipro pour rejoindre le Zorya Louhansk.
Le 15 février 2019, Svatok signe un contrat jusqu'en 2022 avec le club croate du Hajduk Split.
À la fin de l'année 2019, il s'engage en faveur du SK Dnipro-1.

### En sélection
Le 26 mars 2023, Oleksandr Svatok honore sa première sélection en équipe d'Ukraine face à l'Angleterre en qualifications à l'Euro 2024.
En mai 2024, il fait partie des 26 joueurs sélectionnés par Serhiy Rebrov pour disputer l'Euro 2024.